# Fonction NON
Pour les articles homonymes, voir NON.
La fonction NON (NOT en anglais) est un opérateur logique de l'algèbre de Boole et exprime un « état » en fonction de conditions. À un opérande, qui peut avoir la valeur VRAI ou FAUX, il associe un résultat qui a lui-même la valeur inverse de celle de l'opérande. Pour cette raison, le circuit est également appelé inverseur. A titre d'exemple, le circuit intégré 7404 intègre six portes logiques inverseuses du type NON.
On la note {\displaystyle \ulcorner A\quad \mathrm {ou} \quad {\overline {A}}}

## Équation
{\displaystyle L={\bar {a}}}
Il correspond, en arithmétique, à :  {\displaystyle {\bar {a}}=1-a}

## Illustration
Une lampe s'allume lorsque l'on n'appuie pas sur « a ». La fonction « NON » est caractérisée par un interrupteur NF (normalement fermé). 

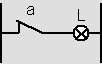
Illustration de principe de la fonction NON

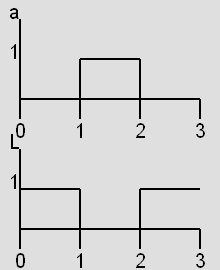
Chronogramme de la fonction NOT

## Symbole européen
ou 